# Інтеракціонізм (філософія розуму)
Інтеракціонізм або інтеракціоністський дуалізм (картезіанський дуалізм) — це теорія у філософії свідомості, котра стверджує, що матерія та розум є двома окремими та незалежними субстанціями, що мають причинно-наслідковий вплив одна на одну. Прикладом того, що ваш розум впливає на ваше тіло, може бути депресія (що пов’язана з вашим розумом). Можна спостерігати її вплив на людське тіло, наприклад, сутулу поставу, нещиру посмішку тощо. Іншим прикладом цього явища може бути така ситуація: якщо ви сильно вдарились пальцем ноги об двері (що безпосередньо стосується тіла), ви відчуєте жахливий біль (який виникає у свідомості). Інтеракціонізм — один з видів дуалізму, традиційно - підвид субстанційного дуалізму, хоча останнім часом також іноді є формою дуалізму властивостей (eng. "property dualism"). Багато філософів і вчених розглядали цю теорію, одні — підтримуючи, а інші протиставляючи її актуальність реальному життю та дійсності.

## Прихильники

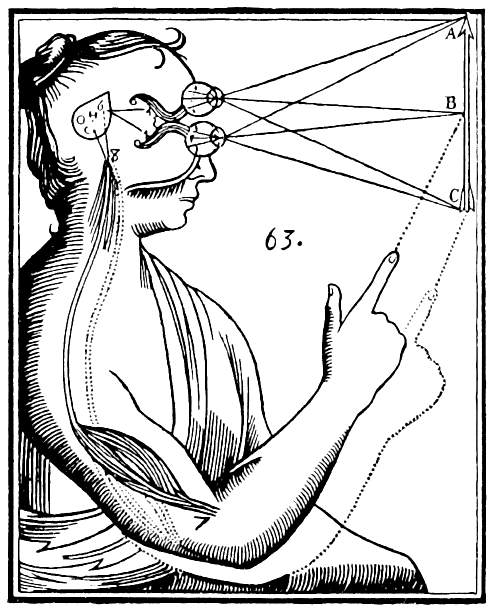
Ілюстрація дуалізму Рене Декартом. Вхідні дані передаються органами чуття до епіфіза мозку, а звідти до нематеріального духу.

### Рене Декарт
Інтеракціонізм був запропонований французьким філософом-раціоналістом Рене Декартом (1596–1650) і продовжує асоціюватися з ним. Декарт стверджував, що тіло, будучи фізичною матерією, характеризується просторовою протяжністю, але не думкою і почуттям, тоді як розум, будучи окремою субстанцією, не має просторового розширення, але може думати і відчувати. Тим не менш, він стверджував, що вони взаємодіяли одне з одним, припускаючи, що ця взаємодія відбулася в шишкоподібній залозі мозку.

### Розвиток інтеракціонізму
У 20-му столітті його найбільш значущими захисниками були відомий філософ Карл Поппер і нейрофізіолог Джон Керью Екклз. Поппер, по суті, розділив реальність на три «світи» - фізичний світ, ментальний і об'єктивне знання (те, що поза свідомістю) - всі з яких взаємодіють, і Екклс прийняв цю «потрійну» ідею інтеракціонізму. Іншими видатними сучасними філософами, які зайняли інтеракціоністську позицію, були Річард Суінберн, Джон Фостер, Девід Годжсон і Вілфрід Селларс, а також фізик Генрі Степп.
У своїй книзі 1996 року «Свідомий розум» Девід Чалмерс узяв під сумнів інтеракціонізм. У 2002 році він поставив його в ряд з епіфеноменалізмом і, так званим, «Нейтральним монізмом», як явища, ще варті дослідження. Замість того, щоб припускати існування двох різних субстанцій, він визначає інтеракціонізм як погляд, що «мікрофізика не є причинно замкненою і що феноменальні властивості відіграють причинну роль у впливі на фізичний світ». (Див. дуалізм властивостей) Він стверджує, що найбільш правдоподібним місцем впливу свідомості на фізику є колапс хвильової функції в квантовій механіці.
Нова католицька енциклопедія стверджує, що нефізична взаємодія свідомості й тіла випливає з католицьких доктрин про душу та свободу волі.

## Заперечення

### Проблема причинно-наслідкової взаємодії
Сьогодні проблема причинно-наслідкової взаємодії часто розглядається як переконливий аргумент проти інтеракціонізму. З іншого боку, було припущено, що, враховуючи, що багато дисциплін мають справу з речами, які вони не цілком розуміють, неповне розуміння дуалістами механізму взаємодії розуму й тіла не слід розглядати як остаточне спростування. Ідея про те, що причинно-наслідковий зв’язок обов’язково залежить від "push-pull" механізмів (що було б неможливо для речовини, яка не займала ніякого фізичного простору), також, можливо, базується на застарілих уявленнях фізики.

#### Заперечення принцеси Єлизавети Богемської
Одним із заперечень, які часто висувають до інтеракціонізму, є проблема причинно-наслідкової взаємодії. А саме: як дві різні складові цієї теорії, психічна та фізична, можуть впливати одна на одну. Це заперечення початково висунула Єлизавета Богемська і воно відоме як заперечення принцеси Єлизавети. Вона ставить під сумнів, як нематеріальна субстанція (розум) може взаємодіяти з матеріальною субстанцією (тілом), враховуючи, що вони не можуть встановити фізичний контакт. Прикладом фізично-фізичної взаємодії є те, як коли одна більярдна куля вдаряє іншу і це змушує її рухатися. Принцеса Єлизавета поставила під сумнів, як таке розумове явище, як намір, може спричинити ворушіння пальця, якщо нематеріальні речі ніколи не контактують із фізичним світом.
Заперечення Єлизавети Богемської є частиною «проблеми парування» - питання, піднятого філософом Джегвоном Кімом, про яке Емі Кайнд також згадує у своїй книзі. Проблема парування заперечує картезіанський дуалізм, а саме інтеракціонізм. Вона ставить під сумнів можливість взаємодії нематеріальних речей, таких як розум, з матеріальними речами, такими як тіло, демонструючи складність цієї дії. Аргумент, який наводить Джегвон Кім на підтримку проблеми парування, говорить про те, що неможливо дати причинно-наслідкове пояснення події між двома нематеріальними сутностями або події між нематеріальною та фізичною сутностями. У відповідь на заперечення Єлизавети Богемської Декарт стверджує, що зв’язок розуму й тіла неправильно розуміють. Як контраргумент до критики він порівняв розум і гравітацію. Декарт заявив, що якщо гравітація може впливати на матеріальне тіло без фізичного контакту, то розум також може впливати на тіло. Єлизавета Богемська вважала відповідь Декарта незадовільною, оскільки, за її словами, аналогія з гравітацією пояснює, що відбувається між розумом і тілом, але не допомагає нам зрозуміти, як нематеріальні субстанції взаємодіють з матеріальними. Єлизавета Богемська вважає, що твердження Декарта не пояснюють наступне: як розум пов'язує себе з тілом, щоб мати можливість фізично рухати певні частини тіла. Зрештою, після тривалих листувань відповідь Декарта містила все менше прямих відповідей і він почав відхилятись від теми, акцентуючи на помилкових уявленнях принцеси та її стані здоров’я. Незважаючи на те, що Єлизавету Богемську згадують як головну критикиню Рене Декарта, вона погоджується з ним у кількох пунктах, а саме у головному принципі інтеракціонізму, що розум і тіло можуть впливати одне на одного. Крім того, вона поважає його міркування і все ж вважає, що може почерпнути з них щось нове і розширити свої знання.

#### Оказіоналізм
Теорія Декарта про те, що взаємодія між розумом і фізичним світом відбувається в шишкоподібній залозі, вважається неналежною низкою таких філософів його епохи, які пропонують альтернативні погляди: Ніколя Мальбранш запропонував оказіоналізм, згідно з яким розум і тіло нібито взаємодіють, але фактично керуються Богом окремо одне від одного. Готфрід Лейбніц стверджував у «Монадології», що розум і тіло перебувають у заздалегідь встановленій гармонії. З іншого боку, Банедикт Спіноза відкидав дуалізм Декарта і припускав, що розум і матерія насправді є властивостями єдиної субстанції , тим самим закладаючи основи нейтрального монізму.
Ментальна складова проблеми причинно-наслідкового зв'язку також обговорювалась в контексті інших поглядів на дихтомію розуму та тіла, таких як дуалізм властивостей та аномальний монізм.

### Сумісність із збереженням енергії
Новіший контраргумент походить із фізики і стверджує, що вплив ментального на фізичний світ суперечить принципам фізики. Зокрема, якщо за взаємодію відповідає якесь зовнішнє джерело енергії, це порушить закон збереження енергії. Двома головними відповідями на це твердження є припущення, що розум впливає на розподіл, але не кількість енергії в мозку, і заперечення того, що мозок є замкнутою причинно-наслідковою системою, в якій має застосовуватися принцип збереження енергії. Звичайно, можна також стверджувати, що закон збереження енергії не діє у системах, які задіюють розум.

### Причинно-наслідкова замкненість
Розвиваючи цей аргумент ще далі, стверджувалось, що нематеріальна сила(розум) не може керувати чимось, оскільки фізика повністю пояснює причини всіх фізичних рухів.  Принцип у дещо інших трактуваннях по-різному називався причинно-наслідковою замкненістю, повнотою фізичного, фізичною замкненістю і фізичною всебічністю. Цей аргумент був головним проти інтеракціонізму в сучасній філософії.
Деякі філософи гадають, що вплив розуму на тіло можна узгодити з детермінованими фізичними законам, припустивши, що вплив розуму натомість відбувається в точках квантової невизначеності.  Карл Поппер і Джон Еклз, а також фізик Генрі Степп висунули теорію, що така невизначеність може проявлятися і в макроскопічному масштабі. (Див. квантова свідомість.) Однак Макс Тегмарк стверджував, що класичні та квантові розрахунки показують, що ефекти квантової декогеренції не відіграють ролі в діяльності мозку. Девід Чалмерс навів (не обов’язково підтримуючи) ще одну можливість у рамках квантової механіки, що причинно-наслідкова роль свідомості полягає у згортанні хвильової функції відповідно до інтерпретації квантової механіки фон Неймана-Вігнера. Він визнає, що це суперечить інтерпретаціям квантової механіки, яких дотримується більшість фізиків, але зазначає: «Є деяка іронія в тому факті, що філософи відкидають інтеракціонізм здебільшого з фізичних підстав (бо він несумісний з фізичною теорією), тоді як фізики відкидають інтеракціоністську інтерпретацію квантової механіки здебільшого на філософських підставах (бо вона є дуалістичною). Розглянуті разом, ці причини мають невелику силу...».
У філософії та науці ще є автори, хоч і дуже суперечливі, які стверджують засвідчення емерджентності в різних сферах, що власне і підриває принцип причинно-наслідкової замкненості. Крім цього існує припущення, що взаємодія ментального і фізичного може включати темну енергію, темну матерію або якийсь інший наразі невідомий науковий процес.

### Причинно-наслідкова надмірна детермінація
Інша можлива розв’язка схожа на паралелізм: Юджин Міллс вважає, що поведінкові дії є причинно надмірно детермінованими і можуть бути обґрунтовані на основі чогось одного: або фізичних або ментальних причин. Надмірно детермінована подія повністю пояснюється кількома причинами одночасно. Щоб пояснити цей аргумент, Емі Кайнд посилається на випадок із фільму «Місія нездійсненна: Нація ізгоїв», де кожен із трьох снайперів вистрілив кулею в серце австрійського канцлера. Незалежно від того, застрелили канцлера трьома кулями чи однією, результат був неминучим. Це приклад надмірної детермінації, оскільки в ньому стверджується, що і ментальні, і фізичні причини викликають реакції. Як і у випадку з кулями, незалежно від того, чи наявна фізична чи ментальна причина, результат однаковий. Однак Дж. Дж. С. Смарт і Пол Черчленд стверджували, що якщо фізичні явища повністю пояснюють поведінкові дії, то, за бритвою Оккама, нефізичний розум непотрібний ("Не треба робити більше припущень, ніж мінімально потрібно"). Андрій Мельник стверджує, що надмірна детермінація вимагала б «нереалістичної кількості збігу обставин». Однак Віланаюр С. Рамачандран і Вільям Хірштейн (1997) стверджують, що бритва Оккама не є корисною для наукових відкриттів. Як приклад вони наводять теорію відносності у фізиці, яка заперечує основні мотиви бритви Оккама. Це було скоріше відкиданням її та запитанням про те, чи може бути так, що глибше узагальнення, якого не вимагають доступні дані, є вірним і допускає несподівані передбачення. Ці автори стверджують, що більшість наукових відкриттів виникають з онтологічно хаотичних припущень, які не походять від поточних даних.
Хоча причинно-наслідкова замкненість залишається ключовою перешкодою для інтеракціонізму, вона не стосується всіх форм дуалізму; епіфеноменалізм і паралелізм не стали заперечувати, оскільки вони не визнають, що розум впливає на тіло.

## Відношення до інших поглядів

Чотири різновиди дуалістичної причинно-наслідкової взаємодії. Стрілки вказують напрямок причинних зв’язків. Психічний і фізичний стани показані червоним і синім кольором відповідно.

Інтеракціонізм можна відрізнити від конкуруючих дуалістичних теорій причинно-наслідковості. Подібно до інтеракціонізму, епіфеноменалізм визнає причинно-наслідковий зв’язок, але розглядає його як односторонній, а не як двосторонній. Теорія приймає той факт, що фізичне тіло впливає на розум, але не навпаки. Ще одна дуалістична теорія причинно-наслідкового зв’язку — це паралелізм, який заперечує сам причинно-наслідковий зв’язок, але намагається пояснити його видимість іншими засобами, такими як попередньо встановлена гармонія чи оказіоналізм.
У «Свідомому розумі» Девід Чалмерс стверджував, що незалежно від механізму, за допомогою якого психічне може впливати на фізичне, якщо інтеракціонізм є істинним, то існує глибша концептуальна проблема: вибраний механізм завжди можна відокремити від його феноменального компонента, що лише призведе до нової форми епіфеноменалізму. Пізніше він припустив, що хоча причинно-наслідковий компонент можна відокремити, інтеракціонізм схожий на «монізм типу F» (монізм Рассела, панпсихізм і панпротопсихізм), оскільки він надає сутностям, які зовнішньо характеризуються фізичними взаємовідносинами, додаткову внутрішню рису свідомих властивостей.

## Дивитись також
Шаблон:Philosophy of mind Філософія свідомості

## Зовнішні посилання
- Індекс філософії інтеракціонізму.
- Різновиди дуалізму: взаємодія Стенфордський університет.

1. 1 2 3  Robinson, Howard (2016). Dualism. У Zalta, Edward N. (ред.). Stanford Encyclopedia of Philosophy. Процитовано 2 січня 2018.
2. 1 2 3 4 5  Robb, David and John Heil (2014). Mental Causation. У Zalta, Edward N. (ред.). Stanford Encyclopedia of Philosophy. Процитовано 15 січня 2018.
3. 1 2 3  Interactionism. Encyclopaedia Britannica Online. {{cite encyclopedia}}: |access-date= вимагає |url= (довідка)
4. 1 2  Popper, Karl & Eccles, John (2002). The Self and Its Brain (англ.). Springer Verlag. ISBN 3-492-21096-1.
5. ↑  What Are Karl Popper’s Three Worlds?. TheCollector (англ.). 30 травня 2023. Процитовано 19 вересня 2023.
6. ↑  
Eccles, John (1973). 6 'Brain, Speech, and Consciousness'. The Understanding of the Brain (англ.). McGraw-Hill Book Company. с. 189. ISBN 0-07-018863-7.
7. ↑  Wayback Machine (PDF). web.archive.org. Архів оригіналу (PDF) за 3 жовтня 2017. Процитовано 19 вересня 2023.
8. ↑  New Catholic Encyclopedia. Wikipedia (англ.). 31 серпня 2023. Процитовано 19 вересня 2023.
9. 1 2  Maher, Michael (1909) "The Law of Conservation of Energy", Catholic Encyclopedia, vol. 5, pp. 422 ff, http://www.newadvent.org/cathen/05422a.htm.
10. 1 2  Dualism and Mind. Процитовано 15 січня 2018.
11. 1 2  Kind, Amy (2020). Philosophy of Mind: The Basics (англ.). New York: Routledge. с. 35—39. doi:10.4324/9781315750903. ISBN 978-1-138-80782-2.
12. ↑  Kim's Pairing Problem and the Viability of Substance Dualism. Georgia State University. 18 липня 2008. Процитовано 5 травня 2023.
13. 1 2  Elisabeth of Bohemia (1618–80): Correspondence with Descartes (1643) (PDF). Texas A&M University.
14. ↑  Elisabeth’s criticisms of Descartes’ dualism (PDF). University of Notre Dame. 18 серпня 2023. Процитовано 5 травня 2023.
15. ↑  Lycan, William (1996) "Philosophy of Mind" in The Blackwell Companion to Philosophy, ed. Nicholas Bunnin and E. P. Tsui-James, Oxford: Blackwell Publishers.
16. 1 2  David J. Chalmers. Consciousness and its Place in Nature (PDF) (англ.). Malden, MA. ISBN 978-0631217756. Архів оригіналу (PDF) за 3 жовтня 2017. Процитовано 16 жовтня 2023. {{cite encyclopedia}}: Вказано більш, ніж один |archivedate= та |archive-date= (довідка); Проігноровано |website= (довідка)
17. ↑  Tegmark, Max (April 2000). Importance of quantum decoherence in brain processes. Phys. Rev. E. 61 (4): 4194—4206. arXiv:quant-ph/9907009. Bibcode:2000PhRvE..61.4194T. doi:10.1103/PhysRevE.61.4194. PMID 11088215. Процитовано 18 листопада 2012.
18. 1 2  Chalmers, David (1996). The Conscious Mind: In Search of a Fundamental Theory. Philosophy of Mind Series. Oxford University Press, USA. с. 156–157. ISBN 978-0-19-983935-3.
19. ↑  Robinson, H. (2003) "Dualism", in The Blackwell Guide to Philosophy of Mind, ed. S. Stich and T. Warfield, Oxford: Blackwell, pp. 85–101.
20. ↑  Ramachandran, V. & Hirstein, W. (1997). Three laws of qualia. What neurology tells us about the biological functions of consciousness, qualia and the self. Journal of Consciousness Studies, 4 (5–6), pp. 429–458.